# タイソン・フューリー 対 フランシス・ガヌー戦
タイソン・フューリー 対 フランシス・ガヌー戦（タイソン・フューリー たい フランシス・ガヌーせん、別名Battle of the Baddest、人類最凶決定戦）は、2023年10月28日にサウジアラビア・リヤドのキングダム・アリーナで、娯楽庁が主催するリヤド・シーズン 2023の開会式の一部として開催されたプロボクシングの試合。WBC世界ヘビー級王者のタイソン・フューリーと総合格闘家で本試合がプロボクシングデビュー戦となる元UFC世界ヘビー級王者のフランシス・ガヌーが、ヘビー級契約10回戦で対戦した。ESPN+とDAZNのPPVで生中継され、英国ボクシング管理委員会がこのイベントを管轄した。

## 試合までの経緯
2022年4月23日、ロンドンのウェンブリー・スタジアムに94,000人の観衆を動員してWBC世界ヘビー級王者のフューリーが同暫定王者ディリアン・ホワイトと団体内王座統一戦を行い、右アッパーでダウンを奪い6回TKO勝ちを収め2度目の防衛に成功した。試合後には、以前からお互いに対戦をアピールしていたガヌーをリング上に上げて改めて対戦をアピールした。
2022年12月中旬にガヌーがUFCとの契約満了を迎え、契約交渉が行われていたが、2023年1月14日に、UFCはガヌーに対する独占交渉権や1年間の追加提案権を放棄した上で、王座を剥奪してガヌーをリリースした。ガヌーは後にインタビューで、UFCから1試合約800万ドル（約11億円）のオファーがあったものの、「札束で顔を平手打ちされたように感じた」と、金だけの問題ではなかったと語り、UFC全選手の、健康保険加入、スポンサー獲得の権利、契約交渉の際の弁護士同席、延長条項の放棄などを、UFC側へ要求したが、ほとんどの要求を拒否されたため、「その契約では、私に自由は無かった、何の権利も力も無い」として、UFCと再契約をしなかったことを明かした。
WBAスーパー・IBF・WBOヘビー級王者オレクサンドル・ウシクとフューリーの4団体王座統一戦が、フューリーが70%、ウシクが30%という、大きく偏った試合報酬の割合にウシクが合意し、2023年4月29日に行うことで内定したと報じられた。しかしその後、ウシクが再戦条項を盛り込むよう希望したが、フューリーはワイルダーとの第3戦目の際に再戦条項で大きく揉めた経験があったことで再戦条項に否定的で、さらにウシクは自分が勝利した場合の再戦でウシクが70%、フューリーが30%という試合報酬の割合を要求したが、フューリーは50％までの割合しか認めなかったことで、再戦の条件でお互いの溝が埋まらず最終段階で交渉が決裂した。
2023年5月15日、ガヌーがPFLと契約を結んだことが発表された。この契約の条件により、ガヌーは、PFLの株式を受け取り、新たに設立されるPFLアフリカの会長及びPFLグローバルアスリート諮問委員会の委員に就任することになった。
2023年7月11日、サウジアラビアでフューリーとガヌーが10月28日に対戦することが、試合を共同主催するトップランク社、クィーンズ・ベリー・プロモーションズ、ガヌーのギミック・ファイト・プロモーションズより発表された。

## 試合

### リヤド・シーズン
リヤド・シーズンは、サウジアラビアの娯楽庁が首都リヤドで5か月間にわたって毎年開催している一大エンターテイメントフィスティバルで、テーマパークやスポーツ、音楽、芸術、演劇、ゲーム、映画など幅広いイベントが開催される。タイソン・フューリー対フランシス・ガヌーは、この「リヤド・シーズン 2023」の開会式の一部かつキングダム・アリーナのこけら落としとして行われた。
メインイベントのタイソン・フューリー対フランシス・ガヌー以外の前座の試合は全てキングダム・アリーナの屋外に設置された別のリングで行なわれた。
前座の試合が終わるとキングダム・アリーナの中へ移動。ミュージシャンのフロウダン、リル・ベイビー、ベッキー・Gのライブパフォーマンスが中央の円形ステージで行なわれ、その途中に円形ステージが移動すると、その下からフューリーとガヌーが試合を行うリングがせり上がってくる演出がなされた。
多数のセレブが招待され、クリスティアーノ・ロナウド、エミネム、コナー・マクレガー、マイク・タイソン、マニー・パッキャオ、オスカー・デ・ラ・ホーヤ、シュガー・レイ・レナード、ロベルト・デュラン、イベンダー・ホリフィールド、ロイ・ジョーンズ・ジュニア、レノックス・ルイス、ラリー・ホームズ、リディック・ボウ、ジョー・カルザゲ、アントニオ・ターバー、マイケル・スピンクス、ミゲール・コット、リッキー・ハットン、ジェームス・ダグラス、シャノン・ブリッグス、フランク・ブルーノ、アミール・カーン、ナジーム・ハメド、ディミトリー・ビボル、アルツール・ベテルビエフ、フランク・サンチェス、ジャレッド・アンダーソン、チャック・リデル、ランディ・クートゥア、イスラエル・アデサンヤ、ジュニオール・ドス・サントス、フランク・ミア、クイントン・ジャクソン、カニエ・ウェスト、ロナウド、ルイス・フィーゴ、サディオ・マネ、リオ・ファーディナンドらが観戦した。

### 試合
2023年10月28日、リヤドのキングダム・アリーナでフューリーとガヌーがノンタイトル10回戦で対戦。試合前のオッズでは1.07倍対8.5倍でフューリーが圧倒的有利と目されていたが、ガヌーはデビュー戦とは思えない堂々としたボクシングで準備不足が見えるフューリーに対して健闘した。3回にガヌーの左フックでフューリーがダウンを奪われるまさかの展開となり、フューリーはそこからジャブを使ったアウトボクシングに切り替えるも、前に出てプレッシャーをかけながら強打を振るうガヌーを捌ききれずガヌーに対して反則の肘打ちをくり出すなど苦戦、中盤以降も連打をもらう場面などを作りつつ、フューリーが僅差で10回2-1（94-95、96-93、95-94）の判定勝ちを収めた。しかし、試合後には多くのボクサーや総合格闘家がガヌーの勝利を支持するなど物議を醸した。フューリーはWBCがこの試合のために作製したWBCリヤド王座のベルトを獲得。ファイトマネーについて、ボクシングシーンは、フューリーが5000万ドル（約69億円）、ガヌーが1000万ドル（約14億円）を稼いだと報じている。
なお、マイク・タイソンがガヌーのトレーナーに就いたとされていたが、これはサウジアラビア側の宣伝目的の起用であり（タイソンは試合当日もガヌーのセコンドに就かずリングサイドで観客席に座っていた）、ガヌーのトレーナーは総合格闘技の時と同じデューウィー・クーパーだった。

### 試合後
フューリーがガヌー戦で見せたパフォーマンスの悪さに、試合後には、ESPNが6位から10位、YahooSportが7位から10位など、パウンド・フォー・パウンドランキングでフューリーの順位を下げる主要メディアが続出した。逆にガヌーは試合には敗れたが大健闘を見せたパフォーマンスが評価され、WBCの世界ヘビー級ランキングで10位にランクインされた。
フューリーはガヌーを格下に見て準備不足だったのではないかという批判に対して、デオンテイ・ワイルダー、ディリアン・ホワイト、デレック・チゾラと対戦した時と同じぐらいの期間トレーニングしたと語り、「私は彼を過小評価していなかった」「私は12週間トレーニングし、私ができる最高の準備をしました」「彼がどれほど優れているのか、それともどれほど未熟なのかわかりませんでした。彼の（ボクシングの）映像はなく、ボクサーとして戦う姿を一度も見たことがなかった。つまり、彼は私が思っていたよりもはるかに手ごわい男だったんだ。彼の価値を下げるようなことはしないでください、彼は私と対戦した過去10年間のどのボクサーよりも良い試合を見せたんだ。この試合はここ数年で最も厳しい戦いだった」「もし私が、メディアやいわゆるボクシング専門家達が皆言っていた『ああ、簡単な試合だ。 それはミスマッチだ。 見る価値がない』という意見を聞き入れていたら、私は試合に勝てていなかっただろう」と反論するとともにガヌーに敬意を表した。実際計量の体重も277.7ポンドで、デオンテイ・ワイルダー第3戦での体重277.0ポンドと0.7ポンドしか変わらずほぼ同じ体重だった。
また、フューリーはWBAスーパー・WBO・IBF世界ヘビー級統一王者オレクサンドル・ウシクとの4団体統一戦を2023年12月23日に行なうことで合意していたが、ガヌー戦で負ったノックダウンのダメージや、顔面の打撲傷・切り傷を回復するため、4団体統一戦は2014年2月17日まで延期されることになった。

## 判定への批判
- カール・フローチ「タイソン・フューリーは負けた。 それは間違った判定だった」「ガヌーは素晴らしいボクシングをした。多くのラウンドは接戦だったが、私は2か3ポイントの差でガヌーが勝ったと思った」「昨晩の試合でフューリーがひいきされた理由は、単にオレクサンドル・ウシクとの試合が12月23日に決まっていたからで、それが昨晩ガヌーが判定勝ちできなかった理由だと思う。私にしてみれば、それは最高レベルの汚職だ」「もうフューリーのレガシーなんてボロボロだ。あいつは金を稼ぎたいだけだろう。このガヌー戦は何のプラスにもならなかった。あの状態で12月23日にウシクと戦うつもりなのか？ あれだけの損失を背負って戦えるのか？ 間違いなくボクシング界、とくにヘビー級戦線にとって良くない試合だった」[35][36][37]
- クリス・ユーバンク・ジュニア「ガヌーが試合に勝ったと思った。接戦だったが、彼はより攻撃的で、より重いパンチを当て、ノックダウンも奪った。フューリーは、これまで一度もボクシングをしたことのない男にあれだけ苦戦したんだから、負けて当然だった。（フューリーは）Netflixの特別番組の撮影に時間がかかりすぎて、ジムで過ごす時間が足りなかったのだろう。 ガヌーは不運だったよ」[38]
- 張志磊「プロボクシングというスポーツにとって恥ずべき夜だったと思う」「正直に言うと、私はガヌーが勝ったと思った。ノックダウンを考慮すると、そのラウンドは10-8になる。そして試合全体を通じて、彼はより多くのパワーショットを当て、積極的だった。フューリーはなぜかあまりパンチを出さなかった。 彼は下がって、ジャブで距離をコントロールしているだけだった」[39]
- カール・フランプトン「ガヌーが勝ったと思った。自分が見ているものが信じれなかったよ」「ガヌーは初めてのボクシングの試合に出て、世界ヘビー級チャンピオンと戦っていた。でも、どうやって勝つんだ？。しかし、私の目には彼が勝ったように見えた。彼は美しいボクシングをしていた」[38]
- アンソニー・ジョシュア「ガヌーが勝ったと思った。でもジャッジは自分の採点方法で採点するし、その仕事においてはプロだ。私は傍観者にすぎない。フューリーが勝ったが、ファンの観点から言えば、私はガヌーが勝ったと思った」[40]
- フランシス・ガヌー「私が試合に勝った。それについては疑いの余地がない。そして、この試合の前から判定になったら勝てないのは分かっていた。なぜなら私が勝つのに十分なことをしなかったからではなく、私はこの業界の新参者だからです」「しかし、これはボクシングにとって恥ずべきことだ。彼らは正当なジャッジをする責任がある。ジャッジは制裁されるべきです。私はジャッジがなぜそのような判定を下したのか理解したいです。正直に言うと、私はそれほど今回の判定の事は気にしていません。しかし、こういったたぐいの判定は多くの選手のキャリアを台無しにするからです」[41][42][43]
- エディー・ハーン「全くの初心者がタイソン・フューリーを倒した。誰の目にも明らかだ。ガヌーがその試合に勝った。クレイジーなことに聞こえるかもしれないけど、彼はリニアルヘビー級チャンピオンに勝ったんだ」[44]
- ルー・ディベラ「確かに接戦だったが、初心者が唯一のダウンを奪い、強力なパンチをより当て、試合のペースをコントロールした。"世界ヘビー級チャンピオン"は肩をすくめてまごついていた」「スコアカードなんて関係ない ...ガヌーが勝った」[45]
- レノックス・ルイス「ライオンはサメをジャングルに入らせ、危うく自分が倒されそうになることなどさせない。ガヌーの株は上がった。フューリーにとって幸運な勝利で、フューリーの株は下がった」[46]
- ライアン・ガルシア 「私が言わなくてはならないことは、フランシス・ガヌーが私の世界ヘビーチャンピオンだということだけだ」[47][48]
- ネイト・ディアス「タイソン・フューリーは負けた。試合のボクシング解説者は解説が偏っていた、かなりのどアホだ。彼らはボクシングを学ぶ必要がある」[49]
- デイミアン・リラード「フューリーは今試合に負けた… ワオ」「え、なんてこった！？」[50][51]
- ジョエル・エンビード「絶対にあり得ない、フランシスは勝ちを盗まれた」[52]
- ゲーリー・リネカー「たった今、強盗を目撃した」[53]
- レブロン・ジェームズ「これがまさに私がボクシングを見ない理由だ！そりゃないぜ！」[54]

## 対戦カード
^Note 1 WBAコンチネンタル・WBOヨーロピアン・コモンウェルス・英国ヘビー級タイトルマッチ
^Note 2 IBF・WBOインターコンチネンタルヘビー級王座決定戦
^Note 3 NABFヘビー級タイトルマッチ・WBAインターコンチネンタルヘビー級王座決定戦